# Вулиця Драгомирова (Конотоп)
Вулиця Генерала Драгомирова — вулиця міста Конотоп Сумської області.

## Розташування
Розташована в історичному районі міста. Пролягає від вулиці Володимира Великого до вулиці Дружби.

## Назва
Названа на честь героя російсько-турецької війни 1877—1878 років Генерала Михайло Івановича Драгомирова.

## Історія
Вулиця існує з XIX століття. Перші документальні згадки про неї залишені у 1914-1915 роках.
Перша назва вулиці — вулиця Комісарівська. Назва пов'язана з формуванням у XVIII столітті військових адміністративних одиниць Російської імперії.
З 1980-тих років — вулиця Генерала Драгомирова.

## Пам'ятки історії
За адресою Вулиця Генерала Драгомирова, 18 розташована пам'ятка історії — Садиба Генерала Драгомирова М. І. (середина ХІХ століття).

## Пам'ятки архітектури
За адресою Вулиця Генерала Драгомирова, 18 розташована пам'ятка архітектури Садиба Генерала Драгомирова (Головний будинок; Флігель і служби) (ХІХ століття).